# Phaenopoma planum
Phaenopoma planum là một loài nhện trong họ Thomisidae.
Loài này thuộc chi Phaenopoma. Phaenopoma planum được Eugène Simon miêu tả năm 1895.